# トリプトレモス

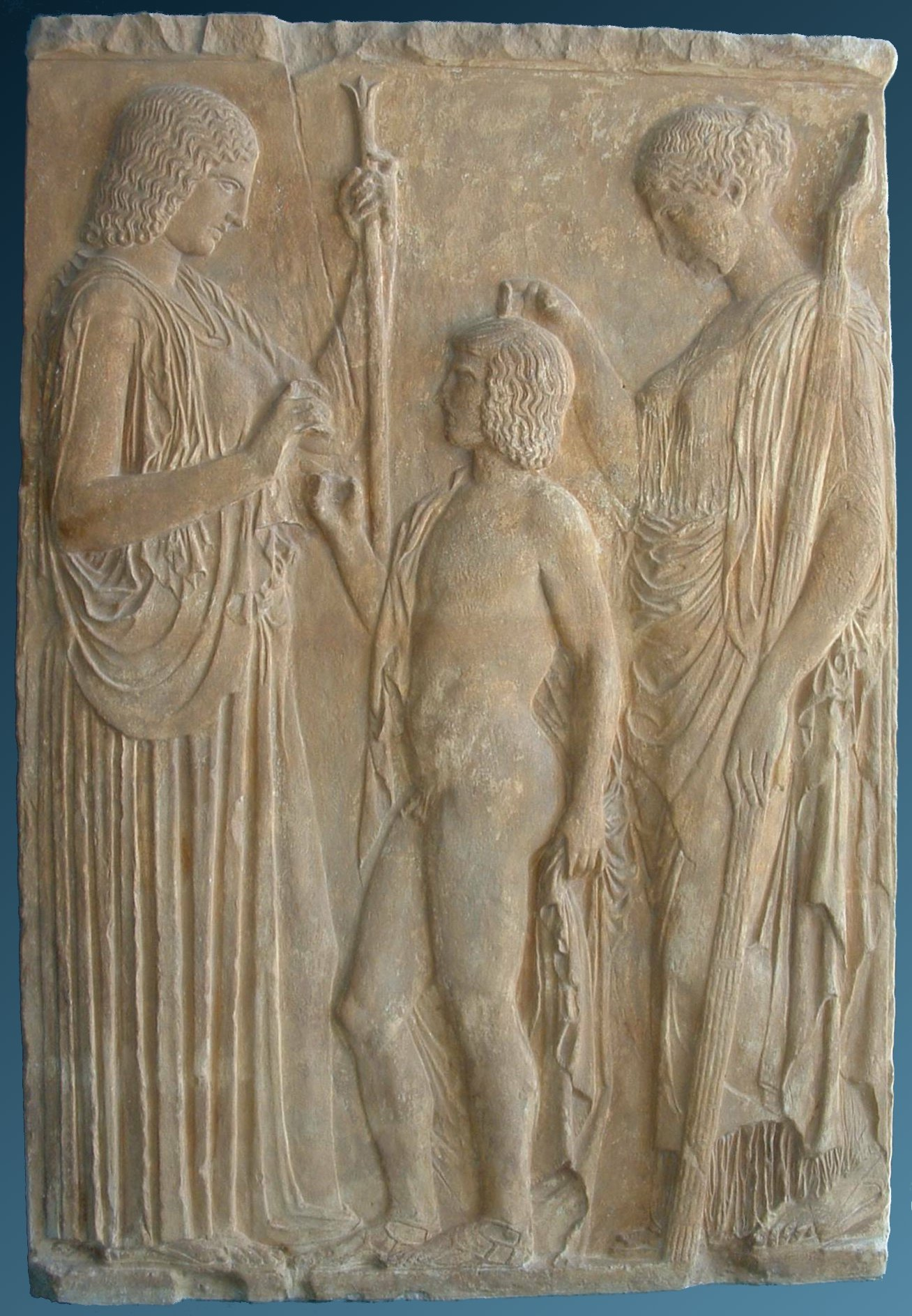
デーメーテールとコレーの間にいるトリプトレモス。アテネ国立考古学博物館所蔵。

トリプトレモス（古希: Τριπτόλεμος, Triptolemos）は、ギリシア神話の人物で、デーメーテールの使者として世界中に穀物の種をまいて回ったと伝えられるエレウシースの文化的英雄である。その名前は「三倍の戦士」という意味。
ソポクレースは悲劇『トリプトレモス』を制作し、複数の断片が残されている。

## 系譜伝承
トリプトレモスは一般的にはエレウシースの王ケレオスとメタネイラの子で、デーモポーンと兄弟とされるが、様々な系譜伝承がある。以下にそれを列記する。
- オーケアノスとガイアの子[4][5]。
- ケレオスの兄弟デュサウレースの子で、エウブレーウスと兄弟[6]。
- アテーナイ王アムピクテュオーンの娘とラロスの子で、ポセイドーンの子ケルキュオーンとは異父兄弟[7]。
- アルゴスの伝承によるとデーメーテールの密儀祭司トロキロスとエレウシース出身の女性との子で、エウブレーウスと兄弟[8]。
- エレウシースの王エレウシーノスとコートーネイアの子[9]、あるいはエレウシースの子[10]。

## 神話

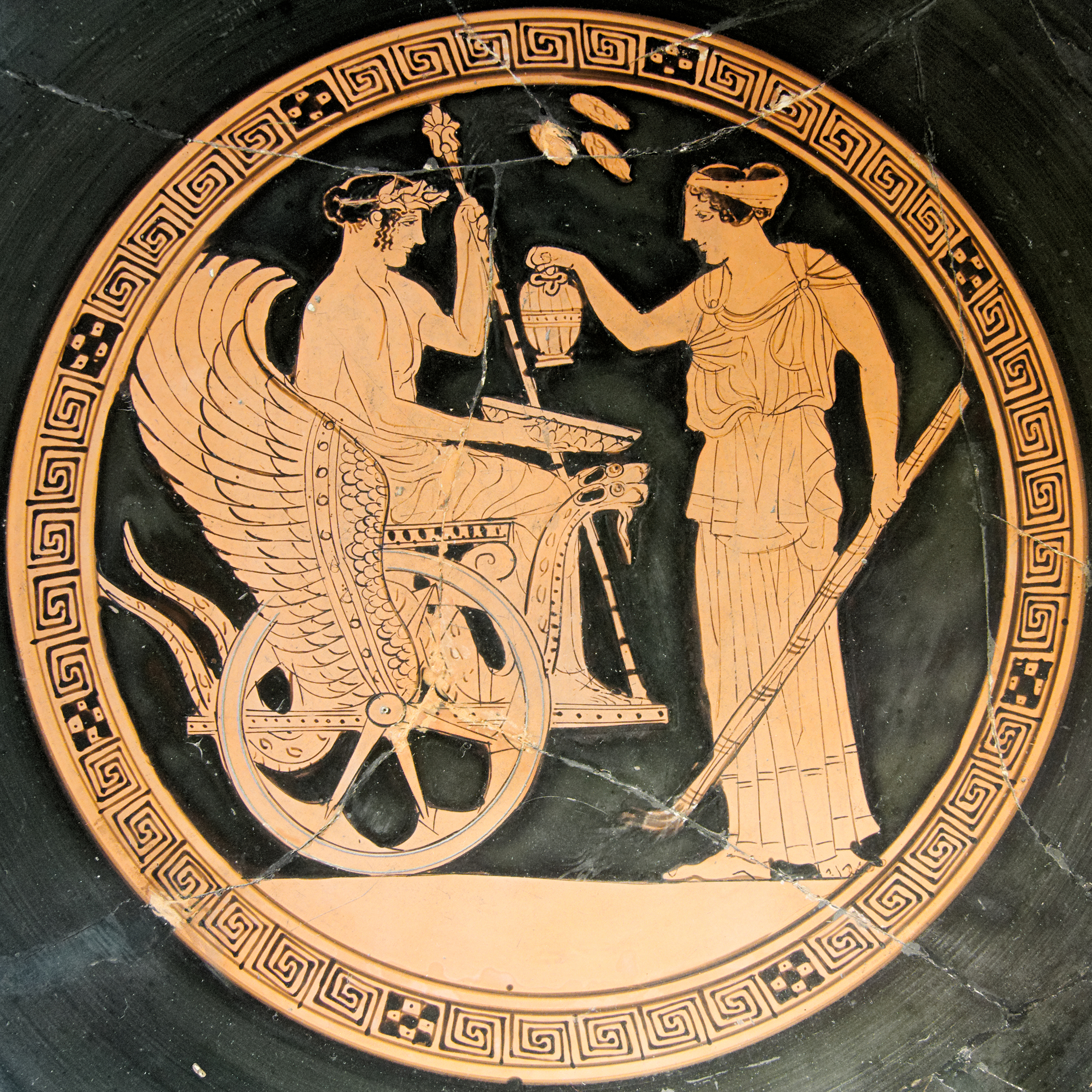
有翼の蛇の戦車に乗るトリプトレモス。ルーヴル美術館所蔵。

トリプトレモスはエレウシースの秘儀と深い関係があり、『ホメーロス風讃歌』第2歌「デーメーテール讃歌」によるとディオクレース、ポリュクセイノス、エウモルポス、ドリコス、ケレオスとともにエレウシースの王であり、さらにディオクレース、エウモルポス、ケレオスとともにデーメーテールによって祭儀についての教えと、秘儀の開示を受けたと伝えられている。

### 兄弟の死
デーメーテールはハーデースにさらわれた娘のコレー（ペルセポネー）を探して世界を放浪した後、エレウシースにやって来て、ケレオス王の館に招かれ、王の子のデーモポーンの乳母になった。デーメーテールはデーモポーンを不死にしようとし、夜毎デーモポーンを火にくべて人間の部分を焼いた。するとデーモポーンは驚くべき速さで成長したが、メタネイラはそれを目撃して悲鳴を上げた。そのためデーメーテールは思わず子を火中に落としてしまい、子は焼け死んでしまった。
いくつかの文献では、デーメーテールが不死にしようとした赤子はデーモポーンではなく、トリプトレモスとなっている。怒ったデーメーテールは本来の姿を現したが、ケレオスの子トリプトレモスに恩寵を与えようと考え、トリプトレモスに有翼の蛇の戦車を作り与え、空を飛んで世界中を巡り、穀物をまいて人々に農耕を教えることを命じた。

### 諸国遍歴

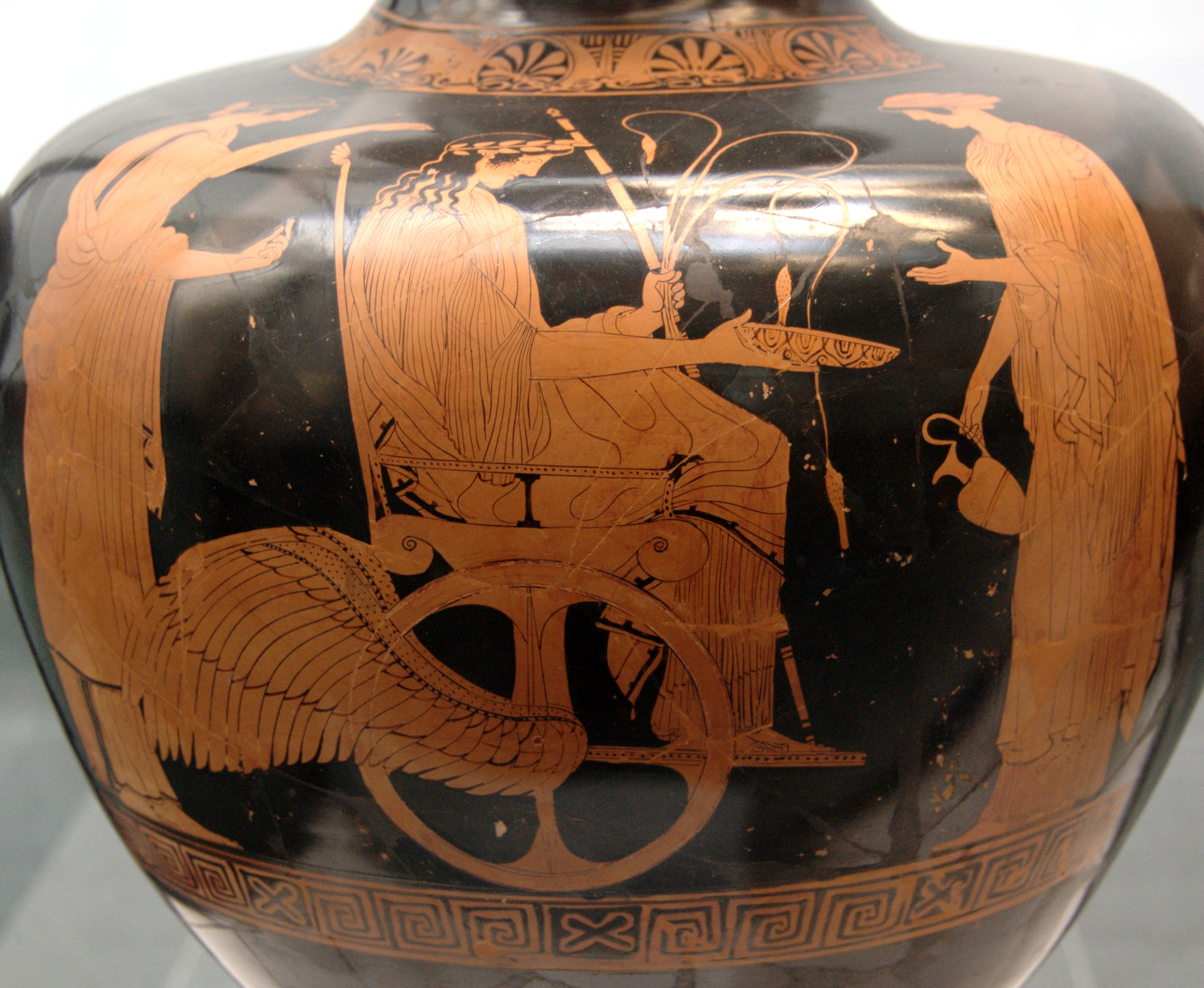
有翼の蛇の戦車に乗るトリプトレモス。ミュンヘン、州立古代美術博物館（en）所蔵。

そこでトリプトレモスは女神に教えられたとおりにまずイタリアやカルターゴーに赴いて農耕を伝えた。おかげでイタリアは白い小麦で有名になった。アルカディアではアルカス王に小麦を与え、アルカスはパンの作り方を人々に教えた。
アカイア地方のパトライではエウメーロス王に農耕と都市の建設法を教えた。王の子アンテイアスはトリプトレモスが眠っている間に戦車に有翼の蛇を戦車につないで自分も空から種をまこうとしたが、戦車から落ちて死んだ。そこでトリプトレモスとエウメーロスはアンテイアスにちなんで都市アンテイアを建設した。
トラーキアではゲータイ人の王カルナボーンに農耕を伝えたが、カルナボーンに捕らえられ、逃げられないように有翼の蛇のうち1匹を殺されてしまった。しかしデーメーテールがやって来て残った蛇を戦車につないで取り返し、カルナボーンをへびつかい座に変えた。スキュティアでもトリプトレモスはリュンコス王に命を狙われたがデーメーテールはリュンコスを山猫に変えて救った。
ヒュギーヌスの伝承によるとトリプトレモスはエレウシーノスとコートーネイアの子であり、デーメーテールはデーモポーンではなくトリプトレモスを不死にしようとした。しかしトリプトレモスを火にくべる様子を父エレウシーノスに発見されると怒ってエレウシーノスを殺し、トリプトレモスに世界中を巡って農耕の知識を広めさせた。トリプトレモスがエレウシースに帰ってくるとケレオスがトリプトレモスの代わりにエレウシースを支配しており、トリプトレモスを殺そうとしたが、デーメーテールはケレオスに命じて王位をトリプトレモスに譲らせた。王となったトリプトレモスは父にちなんで国名をエレウシースと改め、テスモポリア祭を創始した。

## 解釈
『ホメーロス風讃歌』の「デーメーテール讃歌」におけるトリプトレモスと後世の伝承との間には差異が認められる。「デーメーテール讃歌」ではトリプトレモスはデーメーテールから秘儀を授けられたと述べられてはいるが、単にエレウシースの王（バシレウス）の1人とされているに過ぎない。また後世の伝承に見られるケレオス王との親子関係や、諸国をめぐって農業を伝えたとする伝承は見受けられない。その理由として、トリプトレモスがもともとアテーナイに由来する英雄であったらしいこと、「デーメーテール讃歌」の成立がエレウシースがアテーナイに支配される以前であったことが考えられる。しかし紀元前6世紀以降、アテーナイとエレウシースの秘儀との関係が密接になると、トリプトレモスはケレオスの息子としてデーモポーン以上に重要な役割を担うようになったと考えられている。カール・ケレーニイはトリプトレモスとデーモポーン（「民の殺戮者」の意）がともに戦士の名前を持つことから、軍神アレースに似た英雄であったと考えている。